# 15 Years After
15 Years After (na engleskom „15 godina posle“) je kompilacija grupe Enigma, objavljena je 2005. godine. povodom petnaest godina od pojavljivanja grupe na muzičkoj sceni.

## Opis
Kao što naslov sugeriše kompilacijski set uključuje sve studijske albume Enigme u poslednjih 15 godina, od početka kada je izdat prvi singl Sadeness (Part I). Na omotu albuma je čuvena slika Leonarda da Vinčija iz 1490. godine Dama sa hermelinom. Sadrži 8 diskova, pet od njih su originalni studijski albumi od 1990 do 2003, 2 DVD-a i bonus CD.

## Sadržaj
- Format: CD, DVD

Studijski albumi
- MCMXC a.D. (1990)
- The Cross of Changes (1993)
- Le Roi Est Mort, Vive Le Roi! (1996)
- The Screen Behind the Mirror (2000)
- Voyageur (2003)

Special Bonus CD
1. Hello and Welcome — The Single (3:29)

The Dusted Variations
1. The Child In Us (4:22)
2. Age Of Loneliness (5:23)
3. The Eyes Of Truth (9:01)
4. The Rivers Of Belief (6:56)
5. Endless Quest (7:44)
6. Sadeness (Part I) (5:18)
7. Voyageur (4:41)
8. Beyond The Invisible (5:21)

DVD
- Remember The Future (2001)
- MCMXC a.D.: The Complete Video Album (2003)

## Spoljašnje veze
- Enigma
- Discogs